# Liga Mexicana de Béisbol 1932
La Temporada 1932 de la Liga Mexicana de Béisbol fue la octava edición. Para este año hubo una reducción de 7 a 6 equipos, desaparecieron los equipos de los Leones de Obras Públicas y Comunicaciones de México. En su lugar ingresó el equipo de Cardenales de Puebla. El calendario constaba de 36 juegos que se realizaban solamente los fines de semana, el equipo con el mejor porcentaje de ganados y perdidos se coronaba campeón de la liga. 
Tráfico de México obtuvo el único campeonato de su historia al terminar en primer lugar con marca de 24 ganados y 12 perdidos, con un juego de ventaja sobre el Pachuca de Hidalgo. El mánager campeón fue Gregorio Valdez.

## Equipos participantes
| Liga Mexicana de Béisbol 1932 |           |                  |
| Equipo                        | Fundación | Ciudad           |
| Cardenales de Puebla          | 1932      | Puebla, Puebla   |
| Chiclets Adams de México      | 1928      | México, D. F.    |
| Delta de México               | 1929      | México, D. F.    |
| Pachuca de Hidalgo            | 1926      | Pachuca, Hidalgo |
| Tigres de Comintra            | 1928      | México, D. F.    |
| Tráfico de México             | 1931      | México, D. F.    |

## Posiciones
| Liga Mexicana de Béisbol | Liga Mexicana de Béisbol | Liga Mexicana de Béisbol | Liga Mexicana de Béisbol | Liga Mexicana de Béisbol |
| Equipo                   | JG                       | JP                       | PCT                      | JV                       |
| ------------------------ | ------------------------ | ------------------------ | ------------------------ | ------------------------ |
| Tráfico                  | 24                       | 12                       | .667                     | -                        |
| Hidalgo                  | 23                       | 13                       | .639                     | 1.0                      |
| Comintra                 | 21                       | 15                       | .583                     | 3.0                      |
| Delta                    | 20                       | 16                       | .556                     | 4.0                      |
| Chiclets Adams           | 15                       | 21                       | .417                     | 9.0                      |
| Puebla                   | 5                        | 31                       | .139                     | 19.0                     |

| Campeón de la Liga |